# پرچم ایالات متحده آمریکا
پرچم ایالات متحده آمریکا پرچم رسمی فدرال ایالات متحده آمریکا است. پرچم ایالات متحده آمریکا طی ۱۴۶ سال، ۲۷ بار تغییر کرده‌است.

## تاریخچه
اینکه نخستین پرچم غیررسمی آمریکا را چه کسی یا چه کسانی ساخته، معلوم نیست. جان پل جونز، فرمانده سرشناس نیروی دریایی ایالات متحده آمریکا در جنگ استقلال آمریکا، یکی از کسانی بود که ادعا می‌کرد نخستین پرچم آمریکا با ۱۳ نوار شامل ۷ نوار قرمز و ۶ نوار سفید را در دسامبر ۱۷۷۵ بر روی کشتی خود برفراشته است.
طراح نخستین پرچم رسمی آمریکا نیز ناشناخته است. برخی تاریخ نویسان بر این باورند که فرانسیس هاپکینسون، نماینده کنگره ایالات متحده آمریکا از نیوجرسی، طراح آن بود. هاپکینسون، هنرمند و طراح گرافیک بود. او نخستین پرچم را برای نیروی دریایی ایالات متحده طراحی کرد. به نظر می‌آید او یک پرچم رسمی برای آمریکا، یکی برای نیروی دریایی، و احتمالاً یکی برای نیروی زمینی یا توپخانه نیروی زمینی طراحی کرده بود. با اینحال، نخستین طرح پرچم رسمی آمریکا به سال ۱۷۷۵ (میلادی) بر می‌گردد. این پرچم تا به امروز ۲۶ مرتبه تغییر و تحول پیدا کرده تا به شکل فعلی خود رسیده‌است.

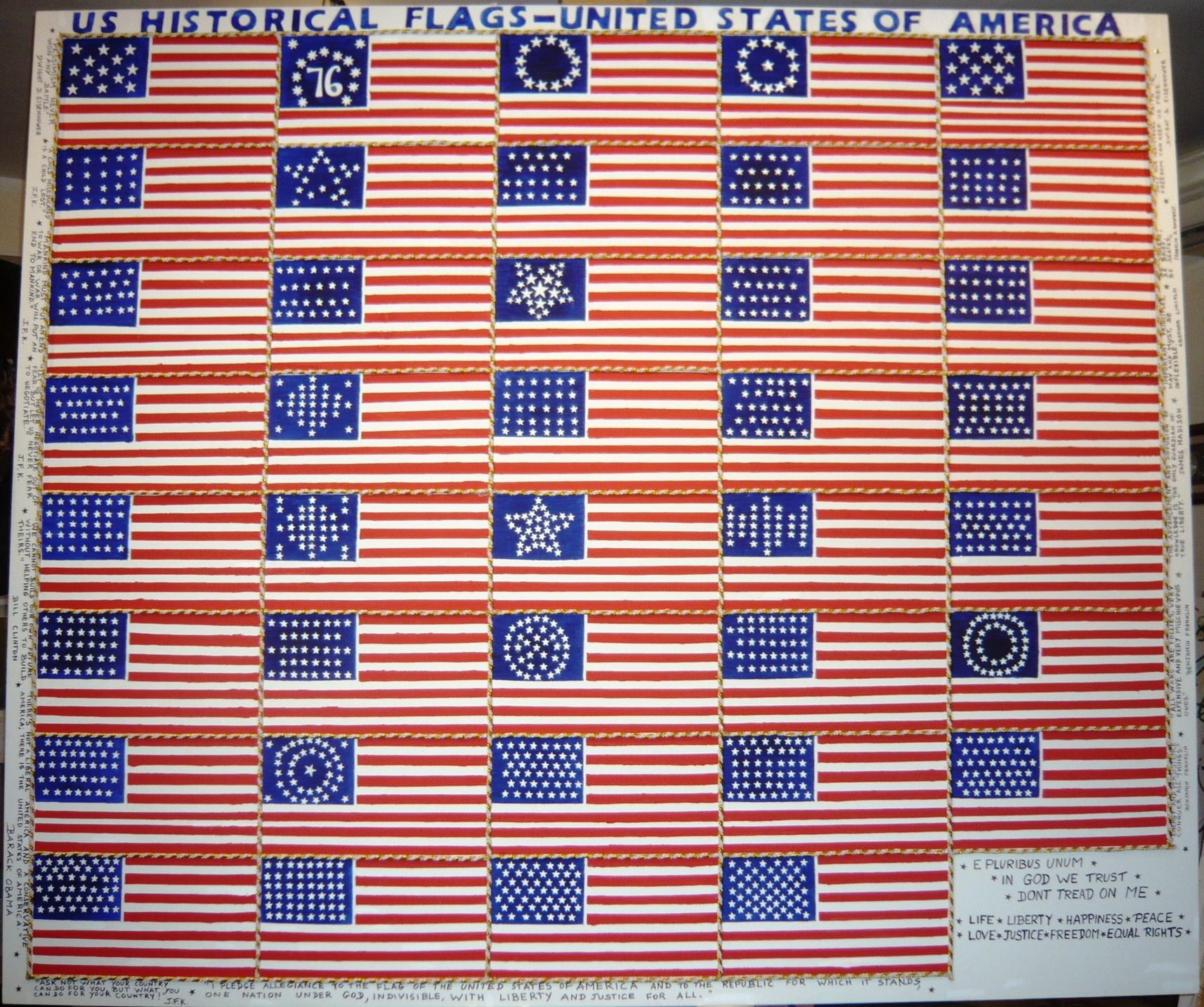
۳۹ پرچم آمریکا در طول تاریخ (از چپ به راست)

پرچم آمریکا در سال ۱۷۷۵، که مشابه پرچم کمپانی هند شرقی بریتانیا است.

در ۱۴ ژوئن ۱۷۷۷ دومین کنگره قاره‌ای که از گردهمایی رهبران مستعمرات سیزده‌گانه تشکیل شده بود، لایحه پرچم را تصویب کرده و مشخصات آن را تعیین کرد. علت انتخاب روز ۱۴ ژوئن به عنوان روز پرچم، به مناسبت بزرگداشت همین تصمیم کنگره قاره‌ای است.
این پرچم از ۱۳ باند سفید و قرمز تشکیل شده که خط‌های بالا و پایین حتماً باید قرمز باشند. ۱۳ باند نشانهٔ ۱۳ مستعمره‌ای است که نخستین‌بار علیه امپراتوری بریتانیا قیام کرده و منجر به استقلال آمریکا شدند. ۱۳ ستاره نشانه تشکیل ایالات متحده از این ۱۳ سرزمین بود. با گذر زمان و پیوستن سرزمین‌های دیگر به آمریکا به‌شمار ستاره‌های این پرچم، افزوده شد.

## پرچم امروزی
پرچم کنونی آمریکا ۵۰ ستاره دارد که نشان از ۵۰ ایالت این کشور است. پرچم کنونی آمریکا ۱۳ خط دارد که ۷ خط آن قرمز و ۶ خط آن سفید هستند. رنگ قرمز نشانه سرسختی و شجاعت، آبی نشانه هوشیاری، استقامت و عدالت، و سفید به نشانه پاکی و معصومیت است.

## قانون پرچم

### تصویب
نخستین تلاش برای تدوین آداب و آیین نگه‌داری و حفظ جایگاه پرچم آمریکا به دهه ۱۹۲۰ (میلادی) بازمی‌گردد. در سال ۱۹۲۳ همایشی در واشینگتن، دی.سی. برگزار شد که بیش از ۶۰ گروه مختلف، چون سپاه تفنگ‌داران دریایی، کهنه‌سربازان بازنشسته، و حتی کوکلوس‌کلان‌ها در آن شرکت کردند. هریک از این گروه‌ها برای خود آیین و آدابی برای احترام به پرچم آمریکا وضع کرده بودند. در نتیجه این نشست، در سال ۱۹۴۲ قانون آیین پرچم آمریکا تصویب شد که به چگونگی از بین بردن محترمانه آن و جزئیات معیارهایی برای نیمه افراشته کردن پرچم را نشان می‌دهد. اما دربارهٔ شیوه تا کردن پرچم، توضیحی نمی‌دهد.
زیر پا گذاشتن قانون پرچم جرم نیست؛ زیرا این قانون، جنبه اجباری نداشته و این مقررات بیشتر با هدف محترم شمردن پرچم کارایی دارند.

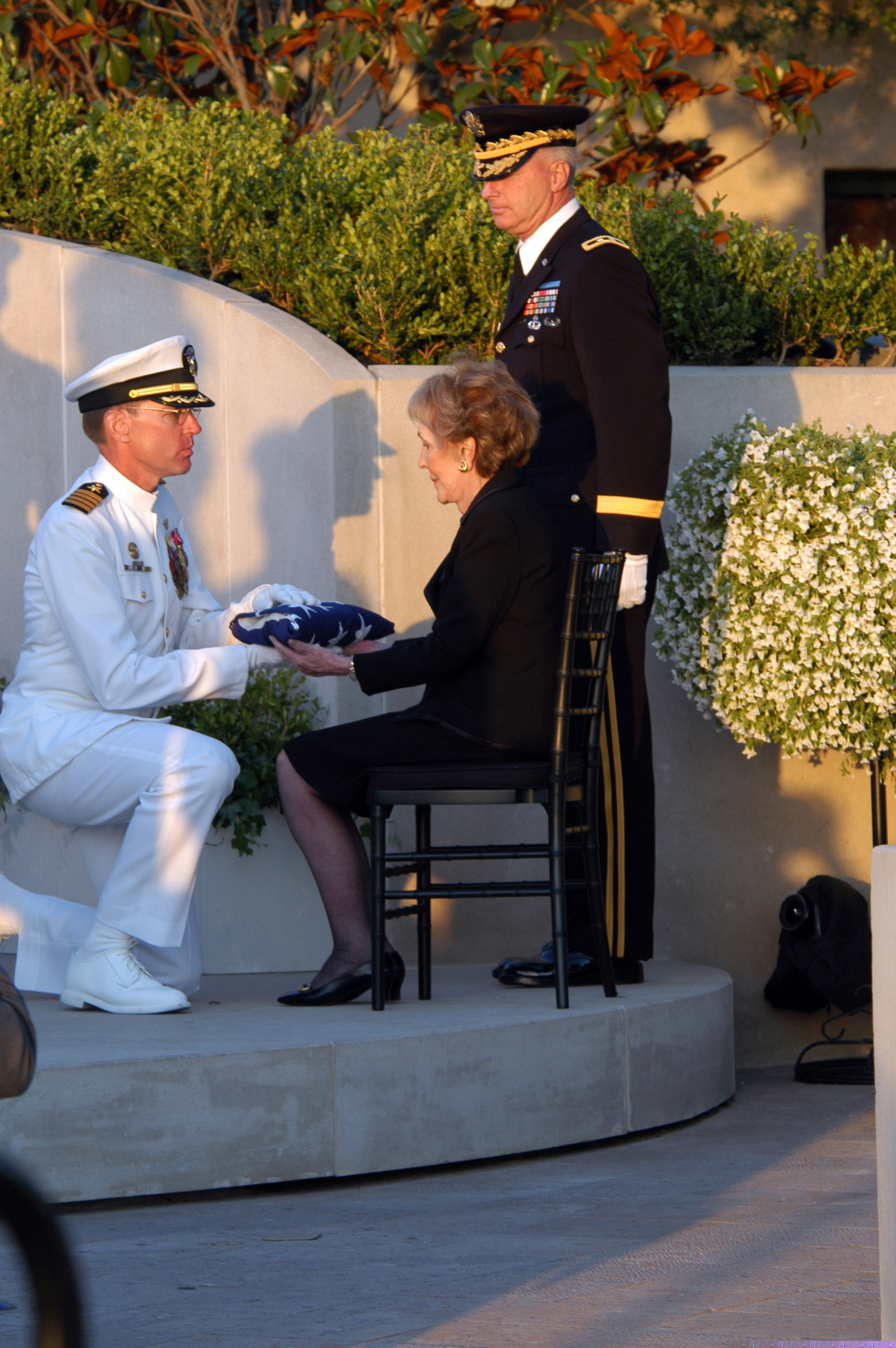
تقدیم پرچم آمریکا از سوی یک فرمانده نظامی به همسر رونالد ریگان

### بندهای مهم
چند بند مهم قانون پرچم آمریکا:
- پرچم آمریکا برای هیچ شخص یا چیزی پایین آورده نمی‌شود مگر تنها به علامت پاسخ دادن به سلام رسمی یک کشتی خارجی. این تصور که این بند قانون به خاطر حرکت رالف رز در جریان بازی‌های المپیک تابستانی ۱۹۰۸ لندن است برداشتی نادرست است.
- هنگامی که پرچم آمریکا فرسوده می‌شود و دیگر نمی‌توان از آن به عنوان سمبل ایالات متحده استفاده کرد، باید آن را با یک پرچم نو طی مراسمی با وقار جابجا کرد. انجمن کهنه سربازان جنگ‌های خارجی آمریکا، لژیون سربازان آمریکایی، انجمن پیشاهنگی پسران آمریکا و چند انجمن دیگر معمولاً مراسم ویژه خود را برای نابود کردن پرچم‌های کهنه از طریق آتش زدن آنها دارند. انجمن پیشاهنگی پسران و دختران نیز آیین‌های ویژه خود را دارد. در این انجمن، هر خط و هر ستاره پرچم را به‌طور انفرادی از بدنه پرچم جدا می‌کنند و به نوعی مراحل دوخت پرچم را یک به یک به عقب بازمی‌گردانند.
- هیچ بخشی از پرچم نباید در پوشاک ورزشی یا تن‌پوش‌ها به کار گرفته شود. هر چند نصب پرچم به عنوان برچسب الحاقی به یونیفورم سربازان، مأموران پلیس، آتش‌نشانان، و ورزشکاران ملی بلامانع است. (تاکنون کسی را در آمریکا به علت پوشیدن بیکینی با پرچم آمریکا بازداشت نکرده‌اند).
- پرچم هیچ وقت نباید به عنوان بقچه یا وسیله‌ای برای نگهداری و جابجایی اشیاء مورد استفاده قرار گیرد.
- پرچم هیچ‌گاه نباید چیزی که پایین‌تر از آن قرار دارد را لمس کند.
- پرچم نباید هیچ‌گاه به عنوان پوشاک، روتختی، یا پرده استفاده شود. نباید برای تزئین پرچم، آن را جمع یا چین داد.
- پرچم همیشه باید آزاد و رها باشد. (یک مورد استثناء هنگامی بود که فضانوردان قصد نصب پرچم آمریکا روی کره ماه را داشتند و برای نمایان شدن کامل پرچم در شرایطی که هوا و باد جریان ندارد، ناچار شدند با نصب میله‌ای آن را به صورت یک مستطیل همیشه باز نگه دارند).
- پرچم نباید هیچ‌گاه به صورت افقی یا مسطح حمل شود.
- پرچم آمریکا را نباید هیچ‌گاه سر و ته کرد. مگر در مواقع اضطراری و برای علامت دادن خطر.
- هرگاه قرار باشد که پرچم روی دیواری نصب شود، همیشه باید بخش یونیون (آبی ستاره‌دار) آن سمت چپ قرار گیرد.
- از پرچم آمریکا نمی‌توان برای تبلیغات استفاده کرد. پرچم را نباید در کالاهایی که یک بار مصرف یا موقتی هستند (مانند دستمال کاغذی، پشتی روی مبل، یا هرچیزی که مصرف کوتاه مدت دارد) چاپ کرد. کالاهایی تبلیغاتی نیز نباید به میله‌ای که پرچم از آن آویزان است آویخته شوند.

قانون پرچم ملی، یک قانون فدرال است و در تمام ایالات متحده اعمال می شود. با این حال، برخی از ایالت ها و شهرداری ها قوانین و مقررات اضافی خود را برای استفاده از پرچم آمریکا دارند.

### آتش زدن
آتش زدن پرچم آمریکا بزه نیست؛ زیرا دیوان عالی ایالات متحده آمریکا در سال ۱۹۹۰ طی حکمی جرم دانستن آتش زدن پرچم آمریکا را در تضاد با قانون اساسی این کشور خواند؛ زیرا از دید این دیوان، آتش زدن پرچم نوعی ابراز عقیده از سوی معترضان است و برابر متمم یکم قانون اساسی ایالات متحده آمریکا که مدافع آزادی بیان است نمی‌توان آن را غیرقانونی دانست.

### نابود کردن
در آیین‌نامه‌ای که برای نابودسازی پرچم آمریکا تدوین شده، یکی از محترمانه‌ترین راه‌های پایان دادن به پرچم‌های کهنه آمریکا سوزاندن آنها است.

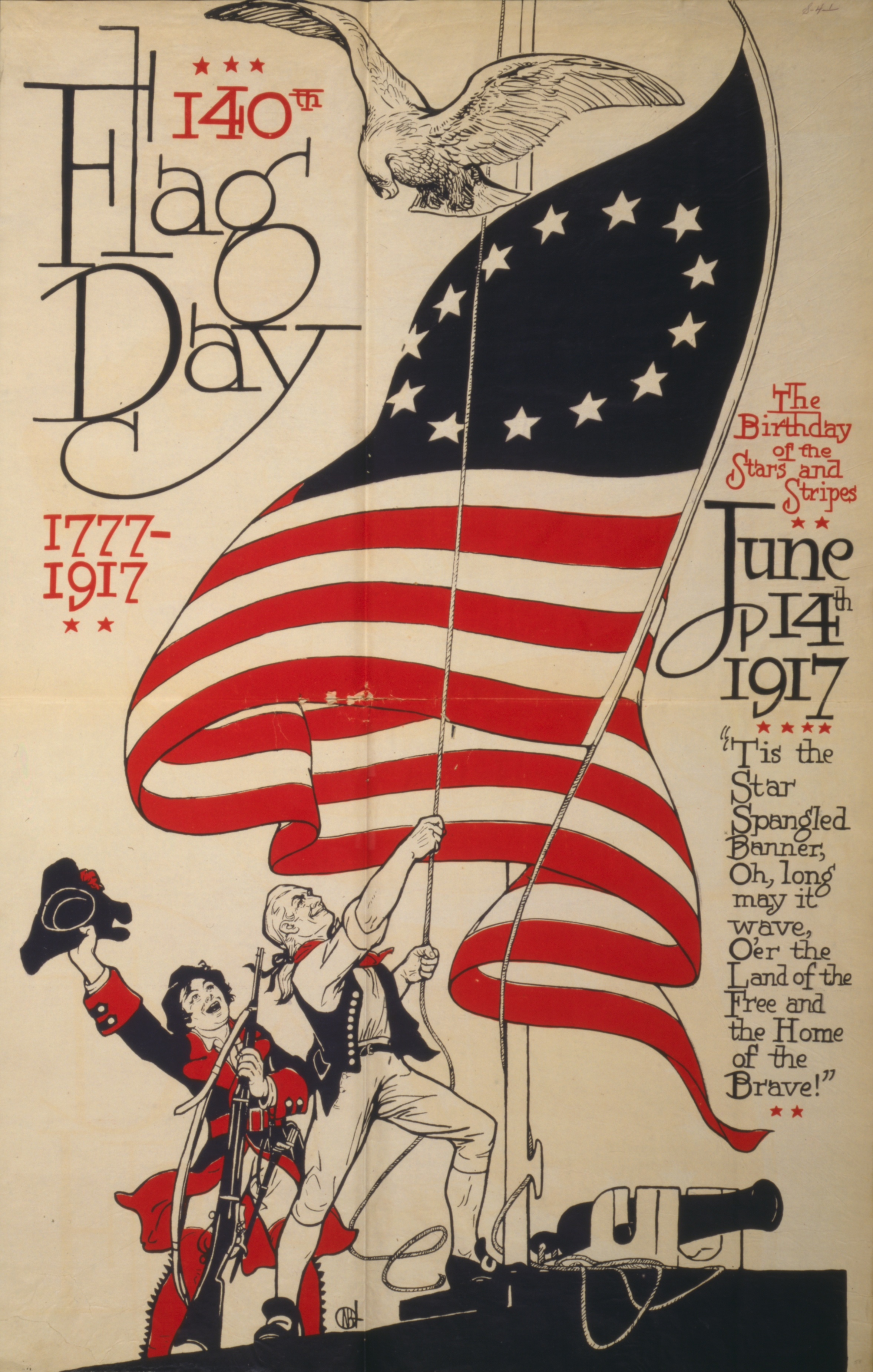
۱۴ ژوئن هر سال در ایالات متحده به‌عنوان روز پرچم گرامی داشته می‌شود. پوستر، مربوط به سال ۱۹۱۷ و صد و چهلمین سال بزرگداشت این روز است.

## جلوی خانه‌ها
بسیاری از مردم آمریکا جلوی خانه‌های خود پرچم آمریکا را نصب می‌کنند. این رسم به آغاز جنگ داخلی آمریکا بازمی‌گردد. در سال ۱۸۶۱، هنگامی‌که پرچم آمریکا از فراز قلعه سامتر در کارولینای جنوبی پایین کشیده شد، جنگ داخلی آمریکا عملاً آغاز شد. فردای صبح آن روز، خانه‌ها، مدارس و مغازه‌ها، در همه جای آمریکا پرچم این کشور را بالا بردند.

## برافراشتن همیشگی
تنها چند نقطه در جهان وجود دارد که پرچم آمریکا به‌طور همیشگی برافراشته می‌شود. برخی از این اماکن بنابر قانون و برخی بنا به فرمان اجرایی رئیس‌جمهور ایالات متحده آمریکا، پرچم را همیشه افراشته نگه می‌دارند:
- قلعه مک‌هنری در بالتیمور که بنای یادبود ملی و به لحاظ اهمیت آن در جریان جنگ استقلال آمریکا با بریتانیا یک مکان «مقدس-تاریخی» در آمریکا انگاشته می‌شود.
- خانه پرچم آمریکا که اکنون به «موزه پرچم» شناخته می‌شود و خانه ماری یانگ پیکرگیل بوده‌است. ماری یانگ پیکرگیل، پرچم به اهتزار درآمده در بالای قلعه مک‌هنری را دوخته بود.
- بنای یادبود تفنگ‌داران دریایی در شهرستان آرلینگتون، ویرجینیا
- گرین بتل لکسینگتون در لکسینگتون، ماساچوست؛ جایی که با نخستین شلیک، انقلاب آمریکا علیه مستعمره بودن بریتانیا آغاز شد
- در کاخ سفید
- در همه مبادی ورودی مرزهای آمریکا
- در زمین‌های طاق یادبود ملی در پارک تاریخ ملی شهر ولی فورج ایالت پنسیلوانیا

## نیمه برافراشتن
بر سر این که قانون پرچم آمریکا نیمه برافراشتن آن را برای چه کسانی و در چه مواقعی مجاز دانسته، بحث و اختلاف‌نظر وجود دارد. به‌طور کلی، پرچم تنها برای مرگ رئیس‌جمهور به مدت ۶۰ روز و برای مرگ معاون رئیس‌جمهور ۳۰ روز نیمه افراشته خواهد بود. با اینحال، شمار موارد دیگری که پرچم‌ها به احترام مرگ کسی نیمه افراشته شده، کم نیستند که یکی از نمونه‌های آن، مرگ جان مک‌کین است.

## کشته‌شدگان جنگ
در آمریکا معمولاً به هنگام خاکسپاری سربازان و درجه‌داران آمریکایی کشته شده در میدان جنگ، چند سرباز با حرکت‌های دست و بدن و پا به چپ و راست چرخیدن، یک پرچم آمریکا را به شکل مثلثی که ستاره‌ها و بخش آبی پرچم روی آن دیده می‌شود را تا می‌کنند و تحویل بازماندگان نظامی کشته شده می‌دهند.

## خارج از آمریکا
چند مورد از نقاطی در خارج از خاک آمریکا که پرچم آن برافراشته شده‌اند:

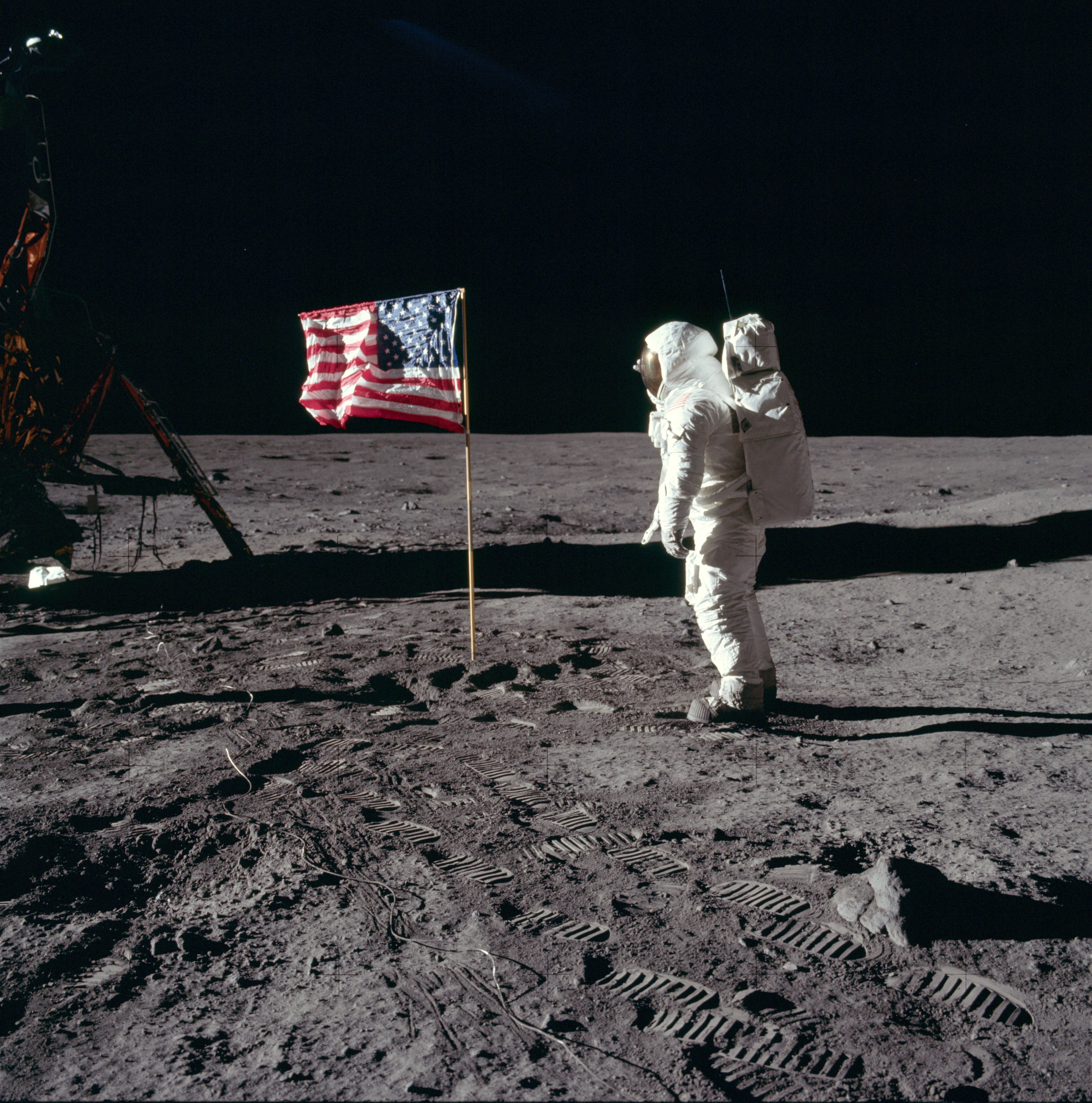
ادای احترام باز آلدرین به پرچم برافراشته شده آمریکا بر سطح کره ماه در سفر آپولو ۱۱.

- نخستین‌باری که پرچم آمریکا در خارج از این کشور و بر فراز یک قلعه خارجی نصب شد به سال ۱۸۰۵ بازمی‌گردد که پرچم آمریکا بالای قلعه‌ای در طرابلس، لیبی، نصب شد.
- در قطب شمال: در سال ۱۹۰۹ رابرت پری، پرچم را که همسرش دوخته بود در قطب شمال نصب کرد. او یک پرچم دیگر را هم تکه‌تکه برید و در مسیر رسیدن به قطب شمال در نقاط مختلفی قرار داد. این نخستین بار بود که به کسی افتخار تکه‌تکه کردن پرچم آمریکا داده می‌شد.
- کوه اورست: در ۱۹۶۳ بری بیشاپ پرچم آمریکا را روی بام جهان نصب کرد.
- کره ماه: در ژوئیه ۱۹۶۹ که نیل آرمسترانگ آن را روی کره ماه نصب کرد